# Elvira de Mendoza
Elvira de Mendoza o Elvira de Mendoza y Manrique (n. entre 1535, 1536 y 1537-f. entre 1599 y 1600), o por la unión de nupcias como Elvira de Chaves, fue una de las que impulsó la ayuda cotidiana y la enseñanza de modernidades a las mujeres nativas de la gobernación de Santa Cruz de la Sierra preservando sus propias culturas, tradiciones y costumbres. Contrajo nupcias con el capitán Ñuflo de Chaves, conquistador y fundador de Santa Cruz de la Sierra

## Historia
Su fecha y lugar de nacimiento aún sigue en dudas. Nació del matrimonio entre Don Francisco de Mendoza y Doña María de Angulo. Hermana de Diego de Mendoza, Juana de Mendoza, María y Francisco; el primero sería posteriormente gobernador de Santa Cruz de la Sierra.

### Matrimonio
Doña Elvira se casó con Ñuflo de Chaves en 1550, en la ciudad de Asunción, con quien tuvo cinco hijos. Su esposo continuó sus expediciones hasta fundar Santa Cruz de la Sierra el año 1561. El año 1564 el conquistador se dirigió a Asunción para recoger a su familia y, de paso, llevar gente a la nueva ciudad. El éxodo asunceño hizo de la ciudad de Santa Cruz una de la más importantes de esta parte del continente, llegando a crecer hasta 40 manzadas, quedando casi desierta Asunción y cuando Buenos Aires había desaparecido. 
Cuatro años después Chaves muere en territorio de los Itatines. 
Tras la muerte de Chaves, su cuñado Don Diego de Mendoza fue, luego de enterrado el fundador, elegido por el pueblo como su sucesor, iniciando una etapa de lucha frente al Virrey del Perú. Este episodio concluye con la ejecución de Mendoza por orden del monarca.
Muerto su esposo y muerto su hermano, con cinco hijos a su cargo y las autoridades virreinales en su contra, Doña Elvira tuvo que vivir una historia llena de privaciones y desvelos; “no hay casa más pobre y necesitada”, decía Pedro de Segura en aquel tiempo. El propio Virrey habría ordenado su traslado a Lima, junto a su madre, por considerarlos “individuos sospechosos”, afirma Gabriel René Moreno. 
Con el apoyo de los leales amigos de Chaves y fundamentalmente con las diligencias de su hijo mayor, peregrinó con su familia durante mucho tiempo buscando el reconocimiento a los servicios del gran conquistador, que finalmente fue reconocido por la corona.

### Familia
El destino de sus cinco hijos fue el siguiente: Francisco y Álvaro siguieron la carrera militar con destacadas misiones, el primero murió en Lima  (25 años) y el segundo en España  (26 años); de ellos no se tiene descendencia comprobada. Ambos habían viajado a España buscando apoyo para su madre, en virtud a que Don Ñuflo sirvió “más de treinta años” sin haber tenido apoyo en sus gastos “ni haber tomado para sí nada, por darlo a los soldados que con él servían a Vuestra Majestad” (sic), dice su informe. 
Sus hijas fueron María, Catalina y Elvira; las dos menores ingresaron a un convento de monjas en La Plata y la mayor se casó en 1574 con un soldado de apellido Ossorio. El hijo de esta pareja fue alcalde de Santa Cruz de la Sierra durante la traslación en 1621 desde Chiquitos hasta Cotoca y luego a orillas del río Piraí.
Catalina y Elvira después casaron con hombres hidalgos. El hijo de Catalina se llamó Nufrio de Chaves (nieto) y recibió algunos dotes de sus tíos. Elvirita se casó con el capitán Hernando de Jaramillo, quien se interesó por los méritos de su suegro y continuó aquellos trámites; enviudó y se casó por segunda vez con Alonso Maldonado de Torres, con quien se trasladó a Madrid hasta sus últimos días, que vivió con decoro.

### Heroína en la selva
Doña Elvira se trasladó al Perú, pero volvió a la ciudad de Santa Cruz. 

Siguiendo la fragosa ruta entre La Plata y Santa Cruz de la Sierra marchaba la caravana que conducía a doña Elvira, su madre y sus tiernos hijos, escoltados por una corta fuerza al mando de Hernando de Salazar, cuando cayó en una emboscada que habían preparado los feroces chiriguanos, más osados que nunca después del fracasado escarmiento intentado por el Virrey. La vanguardia quedó destrozada y cundió el desconcierto entre la reducida escolta. Nueve hombres habían caído atravesados por los dardos mortíferos de la embravecida indiada; doña María de Angulo yacía debatiéndose en las angustias de la muerte; una de las niñas también estaba herida.

En tan terribles circunstancias doña Elvira tuvo un arranque digno de la esposa de Nuflo de Chaves. Mostrándose a los indios y hablándoles su propia lengua, con acento elocuente y conmovido, alcanzó a contenerlos y apaciguarlos al extremo de que depusieron las armas
Enrique Finot

Luego de una negociación, los guerreros la ayudan en la escolta. Durante esta emboscada en Jorochito, murió su madre.
Doña Elvira de Mendoza, se la reconoce por valiente en las letras de la etapa colonial. Tuvo que acompañar las travesías de su amado esposo, la muerte de éste y de su hermano, soportó la persecución del centralismo monárquico, las penurias de la pobreza, el hambre de sus hijos, la muerte de su madre, la crueldad de la guerra y finalmente, con las fuerzas de una valerosa mujer, logró imponerse a todas las adversidades, reivindicando el nombre de toda su familia.

### Muerte
Elvira de Mendoza no se rindió en sus empeños y logró el respeto a los servicios de su esposo que, finalmente, fueron reconocidos por la Audiencia de Charcas en diciembre de 1575 y luego por el Rey, el 18 de julio de 1577, decretando el pago de una renta a Doña Elvira y a sus hijos. 
Murió hacia 1599, ya que los trámites que inicia su yerno son del año 1600, según el historiador extremeño Francisco Cillán. No se sabe dónde fue enterrada la notable dama, si en Santa Cruz, Cotoca o España, tres lugares que el historiador Enrique Finot establece como posibles. Es de suponer que su voluntad fue descansar al lado de su esposo y de su madre.